# ببر بال‌دار
ببر بال‌دار (انگلیسی: The Winged Tiger) یک فیلم در ژانر اکشن و رزمی است که در سال ۱۹۷۰ منتشر شد.